# Fournaudin
Fournaudin es una localidad y comuna francesa situada en la región de Borgoña, departamento de Yonne, en el distrito de Sens y cantón de Cerisiers.

## Demografía
| 329 | 347 | 318 | 368 | 389 | 382 | 401 | 422 | 423 | 438 | 446 | 458 | 429 | 426 | 412 | 416 | 369 | 338 | 335 | 338 | 340 | 275 | 243 | 229 | 209 | 225 | 178 | 185 | 157 | 134 | 135 | 131 | 119 |
| Para los censos de 1962 a 1999 la población legal corresponde a la población sin duplicidades (Fuente: INSEE [Consultar]) |     |     |     |     |     |     |     |     |     |     |     |     |     |     |     |     |     |     |     |     |     |     |     |     |     |     |     |     |     |     |     |     |